# Drepanosticta mylitta
Drepanosticta mylitta är en trollsländeart som beskrevs av Cowley 1936. Drepanosticta mylitta ingår i släktet Drepanosticta och familjen Platystictidae. Inga underarter finns listade i Catalogue of Life.